# Evangelický kostel ve Velké Lhotě (horní kostel)
Evangelický kostel ve Velké Lhotě nebo též Horní kostel ve Velké Lhotě je chrám Páně sboru Českobratrské církve evangelické ve Velké Lhotě. Stavba stojí v centru obce nedaleko tzv. Dolního kostela. Kostel je chráněn v rámci areálu s názvem evangelický toleranční areál jako kulturní památka České republiky.

## Historie
Reformovaní evangelíci začali stavět tzv. horní nebo nový kostel v roce 1868, ten se nachází v podstatě naproti dolního kostela. Je postaven v nejednotném architektonickém stylu  s novorománskými a novorenesančními prvky, s novobarokní kazatelnou a čtyřbokou věží. Kostel byl dostavěn v roce 1873 a posvěcen byl dne 21. října 1873. V roce 1876 pak byl kostel rozšířen o zmíněnou čtyřbokou věž, kostel byl také přestavěn, a získal tak novogotickou podobu. Farní budova kostela byl upravena v třicátých letech 19. století. V roce 1918 se reformované i luterské sbory spojily v Českobratrskou církev evangelickou, a oba kostely tak patřily jedné církvi.